# المتحف الأثري الوطني بفلورنسا

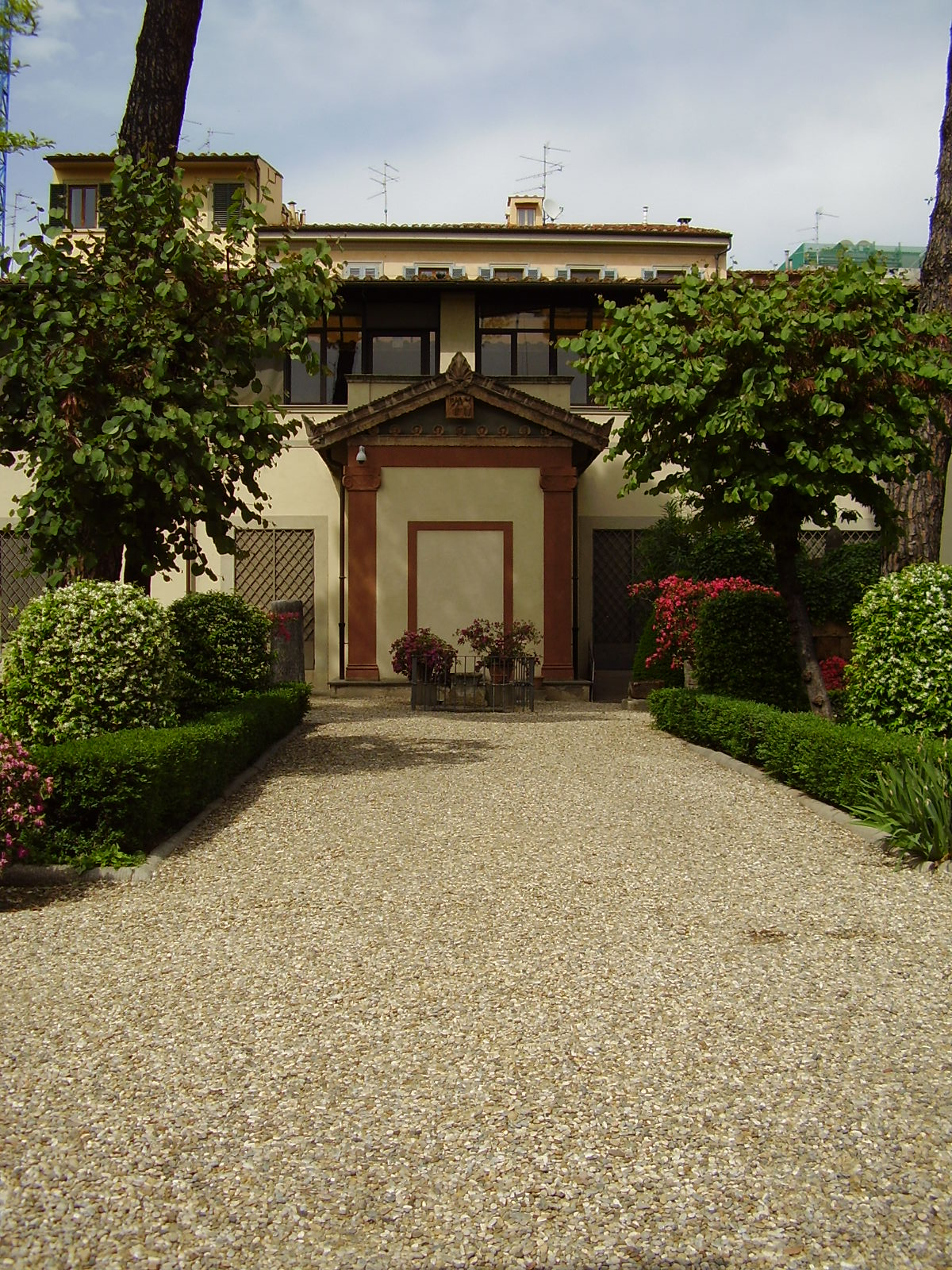
قسم الحضارة الإتروسكانية في متحف فلورنسا الوطني للآثار

المتحف الأثري الوطني بفلورنسا (بالإيطالية:Museo archeologico nazionale di Firenze). هو متحف أثري في مدينة فلورنسا الإيطالية الشهيرة بتاريخها الفني. يقع في ميدان «بيازا سانتيتزما أنونتسياتا» في المدينة. في قصر كروتشيتا (الذي تم بناؤه في 1620 للأميرة ماريا مادلينا دي ميديشي، وهي ابنة فرديناندو الأول دي ميديشي، حيث بناه النعماري جوليو باريجي).

## تاريخ
تم افتتاح المتحف في وجود فيكتور عمانويل الثاني في 1870 بمبنى شينا كولو دي فولينيو "Cenacolo di Fuligno" بشارع فيانتزا.
حوى في ذلك الوقت بقايا من الحضارتين الرومانية الإتروسكانية. زادت المجموعة حيث صار من الضروري الحصول على موقع جديد للمتحف. وفي 1880 تم الانتقال إلى الموقع الحالي للمتحف.
كانت أولى مجموعات المتحف من المجموعات الخاصة لعائلتي ميديتشي ولورين، مع عدة تحويلات فنية من غاليري أوفيتزي "Uffizi" حتى 1890.
القسم المصري من المتحف تم تأسيسه في النصف الأول من القرن الثامن عشر وكانت جزء من المجموعة التي روج لها من قبل ليوبولدو الثاني دوق توسكانا الأكبر، والخاصة بالاستكشافات التي قام بها شامبليون وإيبوليتو روزيليني. في العام 1887 تمت إضافة المتحف الطوبوغرافي للإتروسكان. لكنه دمر في فيضانات في العام 1966.

## المحتويات الإتروسكانية

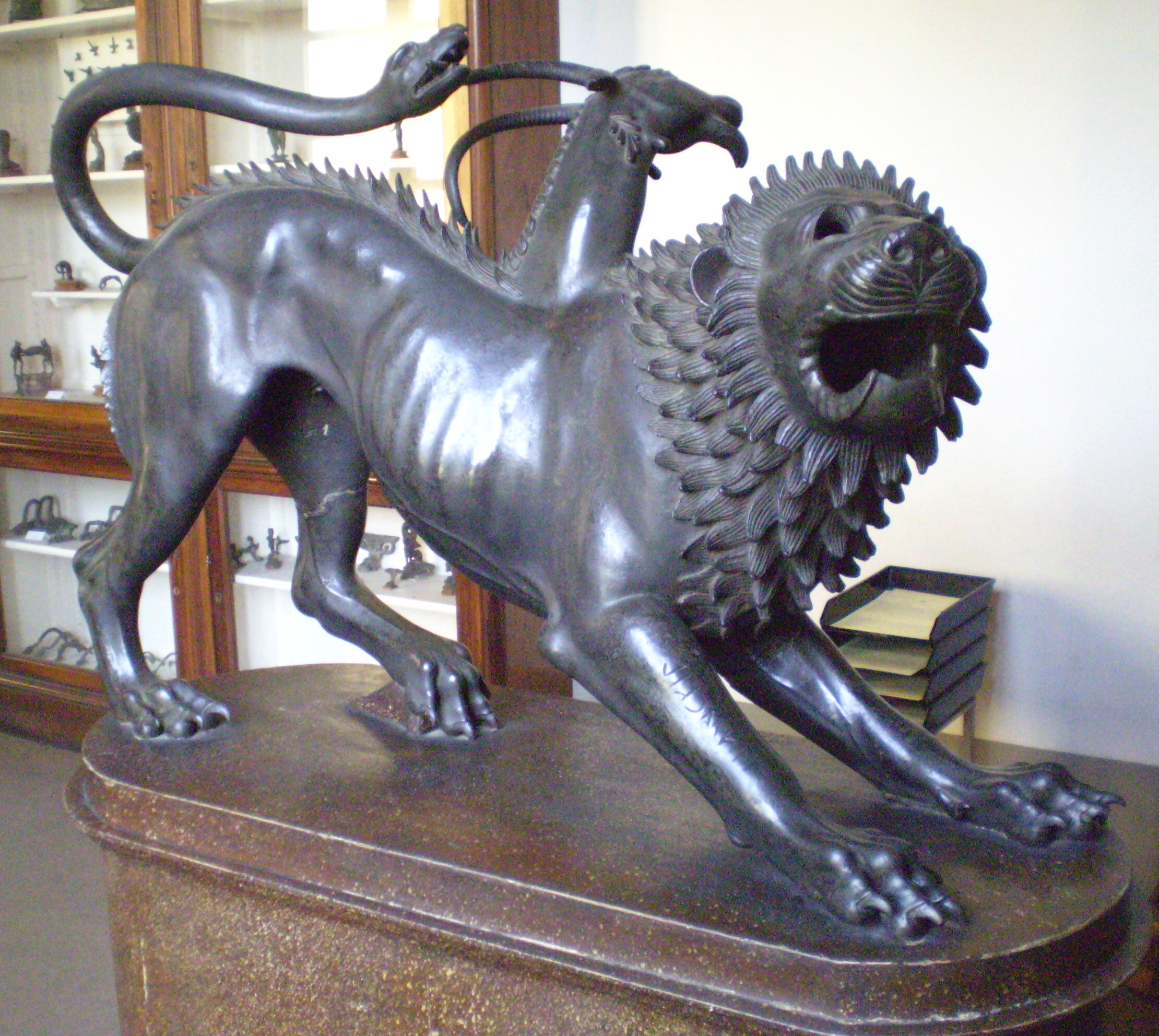
وهم أريتسو

تحوي الغرف الخاصة بعرض محتويات من الحضارة الإيتروسكانية عددا من التحف أهمها:
- تمثال وهم أريتسو أو «كميرا أريتسو» "Chimera of Arezzo". اكتشف في 1553 أثناء أعمال بناء قلعة ميديشي.
- تمثال أرينغاتوري (القرن الأول قبل الميلاد).
- التمثال الجنائزي لماتير ماتوتا "The funerary statue Mater Matuta"(460-450 قبل الميلاد).
- الجرة العظيمة لجاريتي (القرن الرابع قبل الميلاد).
- قبر ليريثيا سيانتي "The sarcophagus of Laerthia Seianti "

## المحتويات الرومانية
- «إيدولينو بيزارو» تمثال لرجل شاب من البرونز طوله 146 مترا، وهو نسخة رومانية اتمثال ذو أصل كلاسيكي يوناني. عثر عليه كأجزاء منفصلة في وسط بيزارو في أكتوبر 1530.
- جذع ليفورنو "torso di Livorno" نسخة من القرن الخامس لأصل يوناني.
- تمثال كوكيرال أو «غاللو تريبونيانو» "Gallo Treboniano" من أعمال أواخر القرن الثالث للميلاد.
- مينيرفا أريتسو. نسخة رومانية من تمثال ذو أصل يوناني يرجع للقرن الرابع قبل الميلاد، وينسب ل«براكسيتيليس».

## المجموعة اليونانية

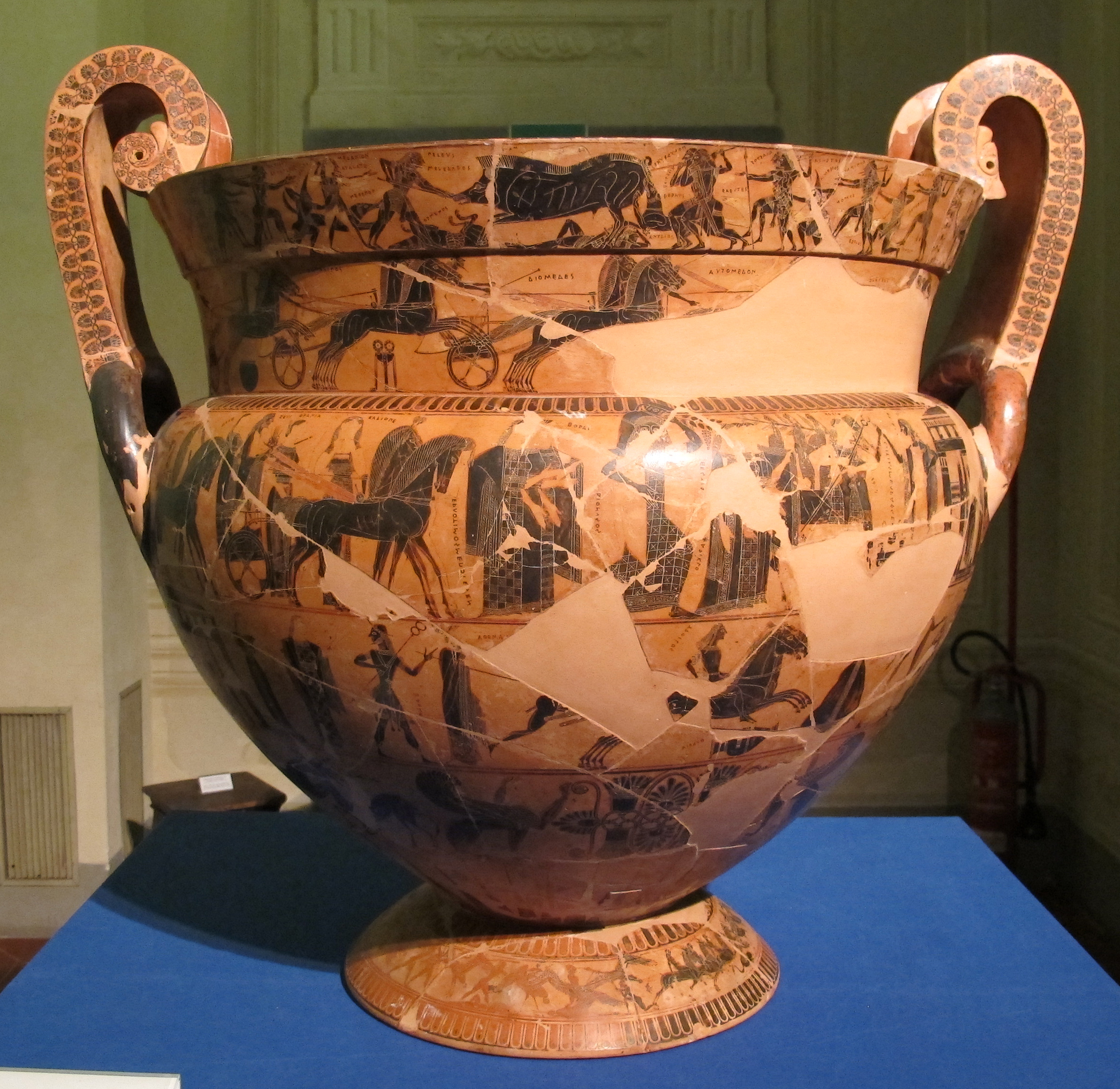
"فازة فرانسوا"

تعرض مجموعة ضخمة من السيراميك والتحف الخزفية في حجرات عدة، فمعظم الجرار أتت من مقابر إتروسكانية تدل على مدى ازدهار التجارة مع اليونان في تلك الحقبة.

## الجناح المصري

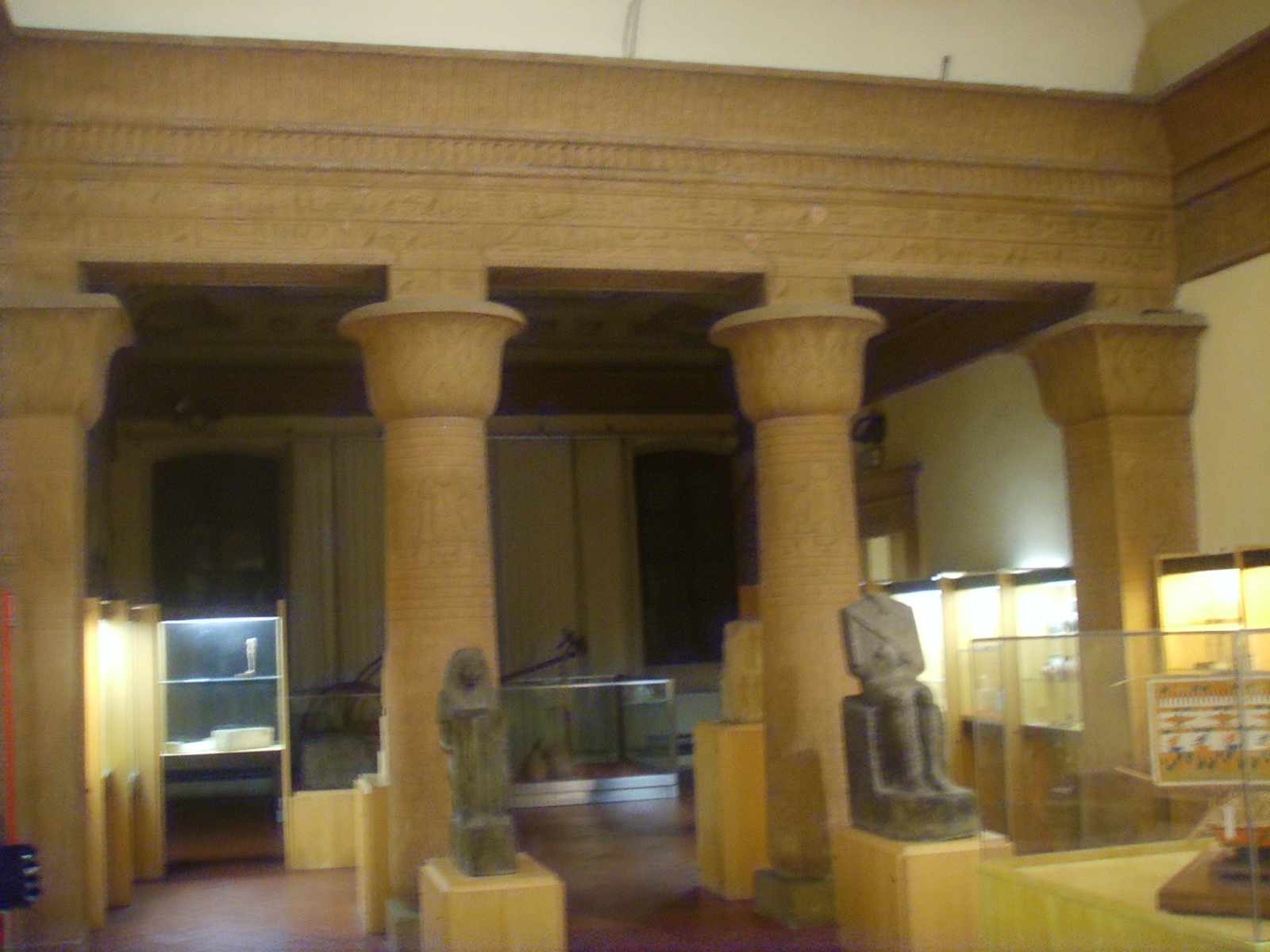

الجناح المصري من مجموعة المتحف يسمى كذلك «المتحف المصري». ويحوي ثاني أكبر عدد من الأدوات المصرية في إيطاليا بعد موزيو إيجيتزيو في تورينو.
كانت أول مجموعات المتحف من التحف المصرية من خلال مجموعة ميديشي بدأ من القرن الثامن عشر. في القرن التاسع عشر قام ليوبولدو الثاني دوق توسكانا الأكبر بتقديم مجموعات موجودة الآن في المتحف المصري، سويا مع المجموعة الخاصة بالملك شارل العاشر ملك فرنسا الذي قام بتمويل الاستكشافات العلمية في مصر في 1828 - 1829 بقيادة جان فرانسوا شامبليون الذي حل رموز الكتابة الهيروغليفية. ايبوليتو روزيليني صديق وتلميذ شامبليون مثل الاهتمام الإيطالي خلال الاستكشافات. صار روزيليني الأب الإيطالي لعلم المصريات. تم جمع العديد من الأدوات من خلال الاستكشافات، منها ماهو عبر الحفريات الأثرية أو عبر الشراء من التجار المحليين. ولدى عودة البعثة تم توزيع الأدوات والتحف هذه بين متحف اللوفر في باريس والمتحف المصري في فلورنسا.

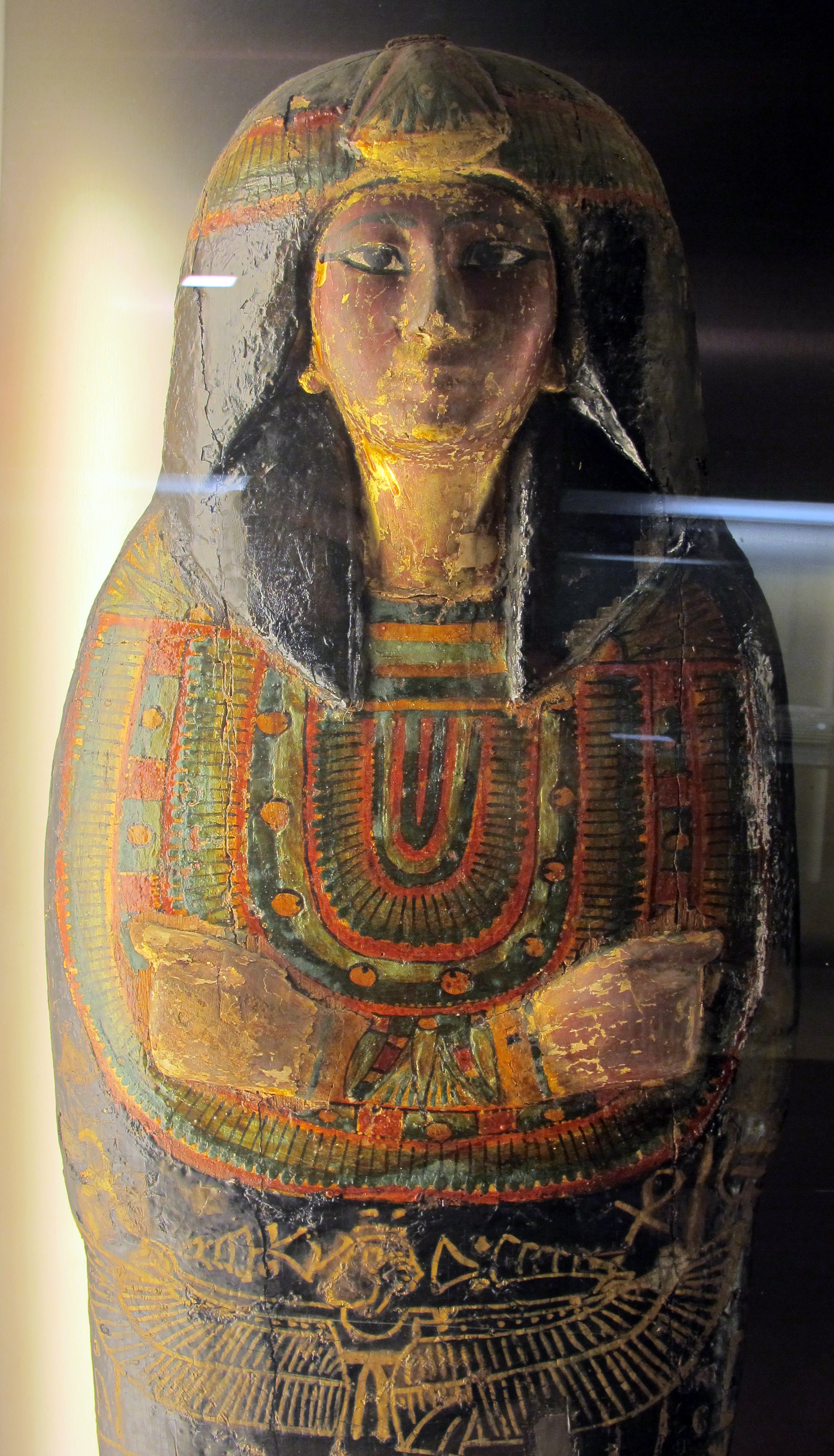
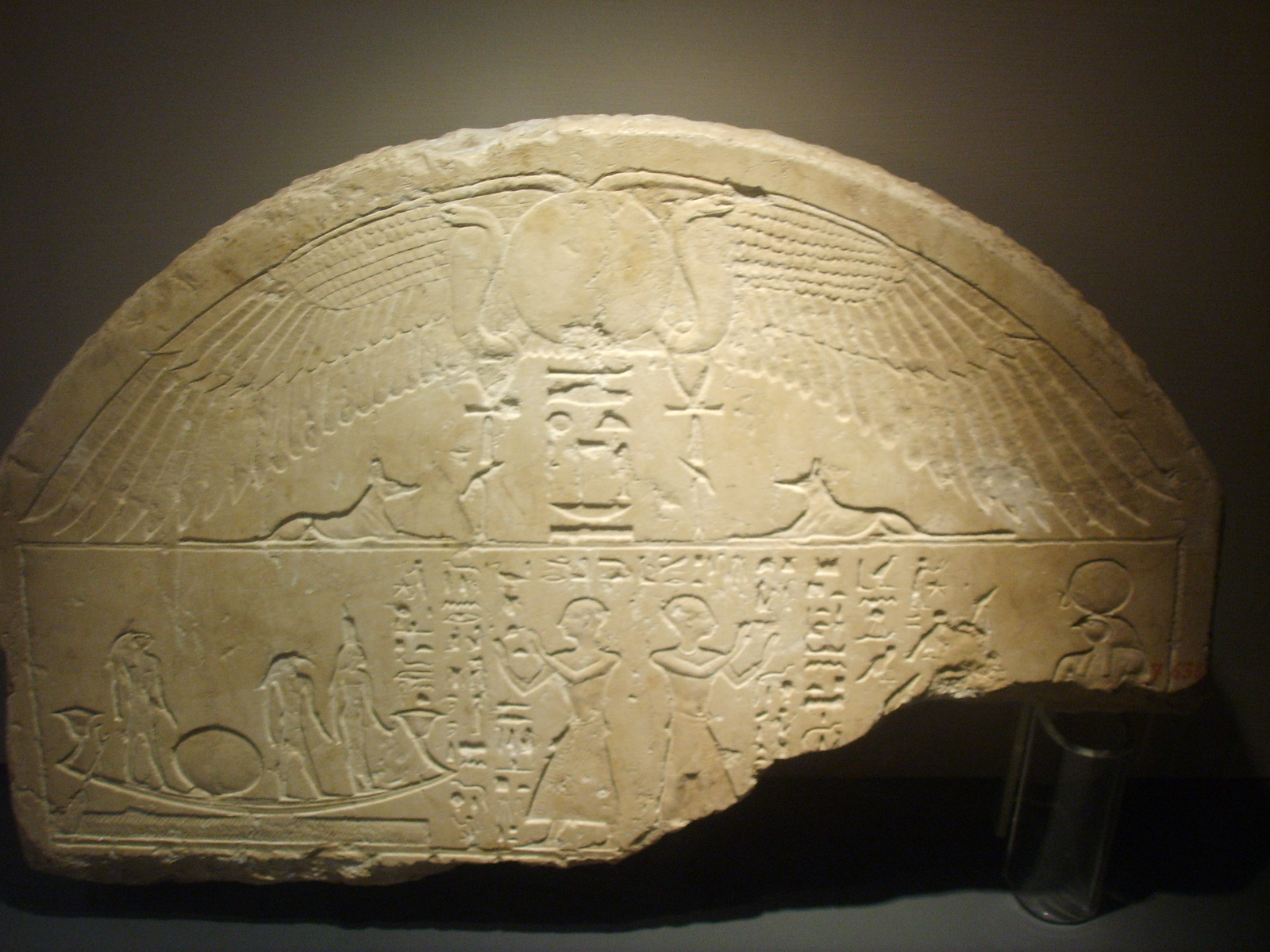
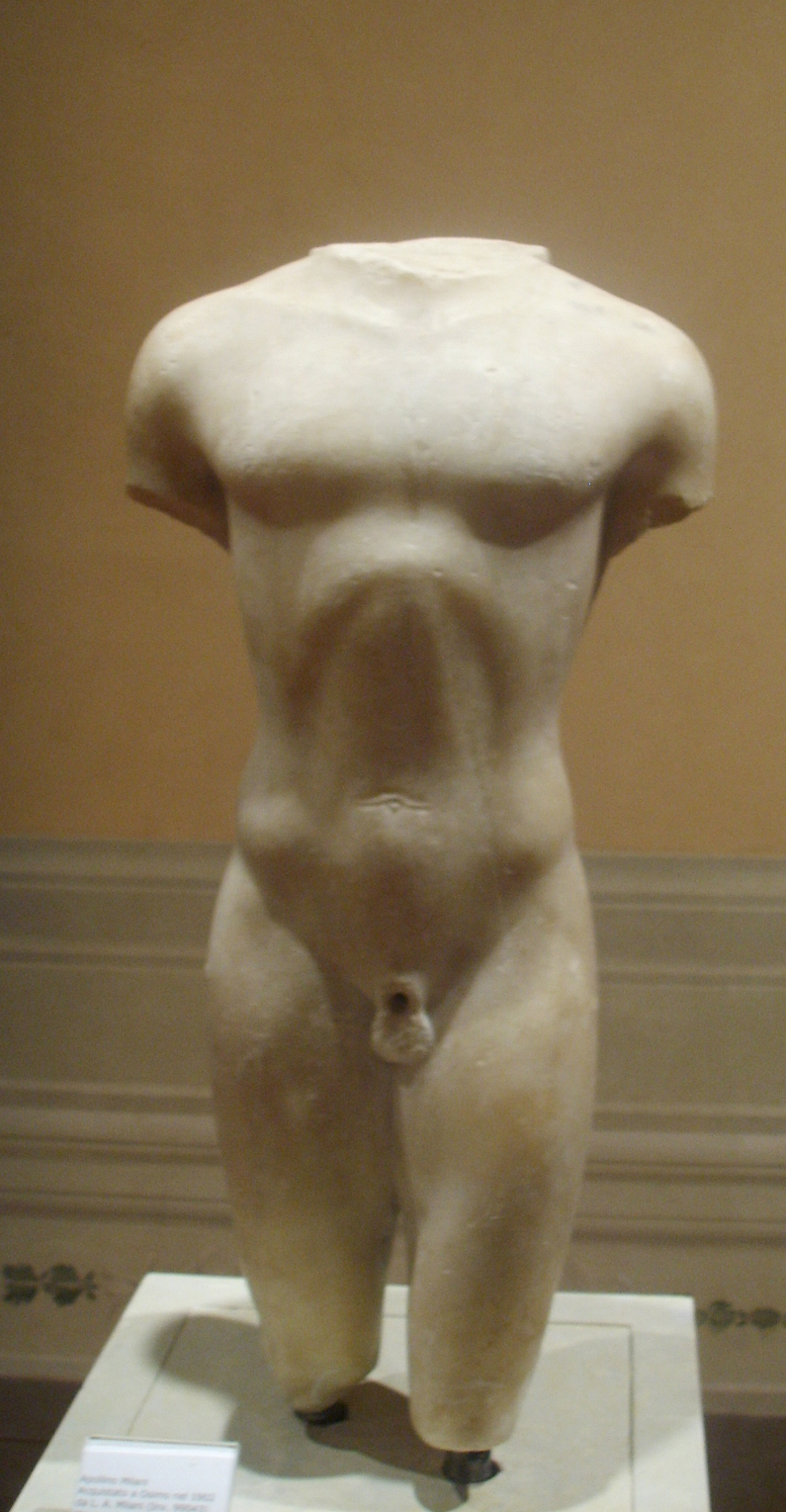

## وصلات خارجية
- المتحف الوطني للآثار فلورنسا
- المتحف المصري، فلورنسا